# Wakefield, New Hampshire
Wakefield är en kommun (town) i Carroll County i delstaten New Hampshire, USA med 5 078 invånare (2010). East Wakefield, North Wakefield, Union och Sanbornville ingår i kommunen.
Kommunens centralort var ursprungligen Wakefield Corner. Detta ändrade sig när järnvägen kom till byn som senare kom att heta Sanbornville år 1871. Ett nytt kommunhus byggdes 1895 i Sanbornville.
Den nuvarande centralorten Sanbornville är födelseort för ishockeyspelaren Freddy Meyer och politikern William N. Rogers.